# Ко Сун И Варвара
Ко Сун И Варвара или Варвара Ко (кор. 고순이 바르바라, по сист. Конц. Ко Сун И Парыбара) — святая Римско-Католической Церкви, мученица. Родилась в 1798 году в Сеуле, Корея, умерла 29 декабря 1839 года в Сеуле, Корея.

## Биография
Была дочерью корейского мученика Ко Кван Сона, погибшего за свою веру в 1801 году. В возрасте 18 лет вышла замуж за Августина Пак Чон Вона. В замужестве имела троих детей. Варвара Ко Сун И помогала своему мужу в благотворительной деятельности, ухаживала за больными. Была арестована корейскими властями 27 октября 1839 года. Чтобы заставить её отказаться от христианской веры, её неоднократно подвергали пыткам. Несмотря на телесные страдания, Варвара Ко Сун И осталась верна христианству.

## Прославление
5 июля 1925 года была причислена к лику блаженных римским папой Пием XI, 6 мая 1984 года была причислена к лику святых вместе с другими 103 корейскими мучениками Римским папой Иоанном Павлом II.
День памяти в Католической церкви — 20 сентября.